# 니우레케를란트

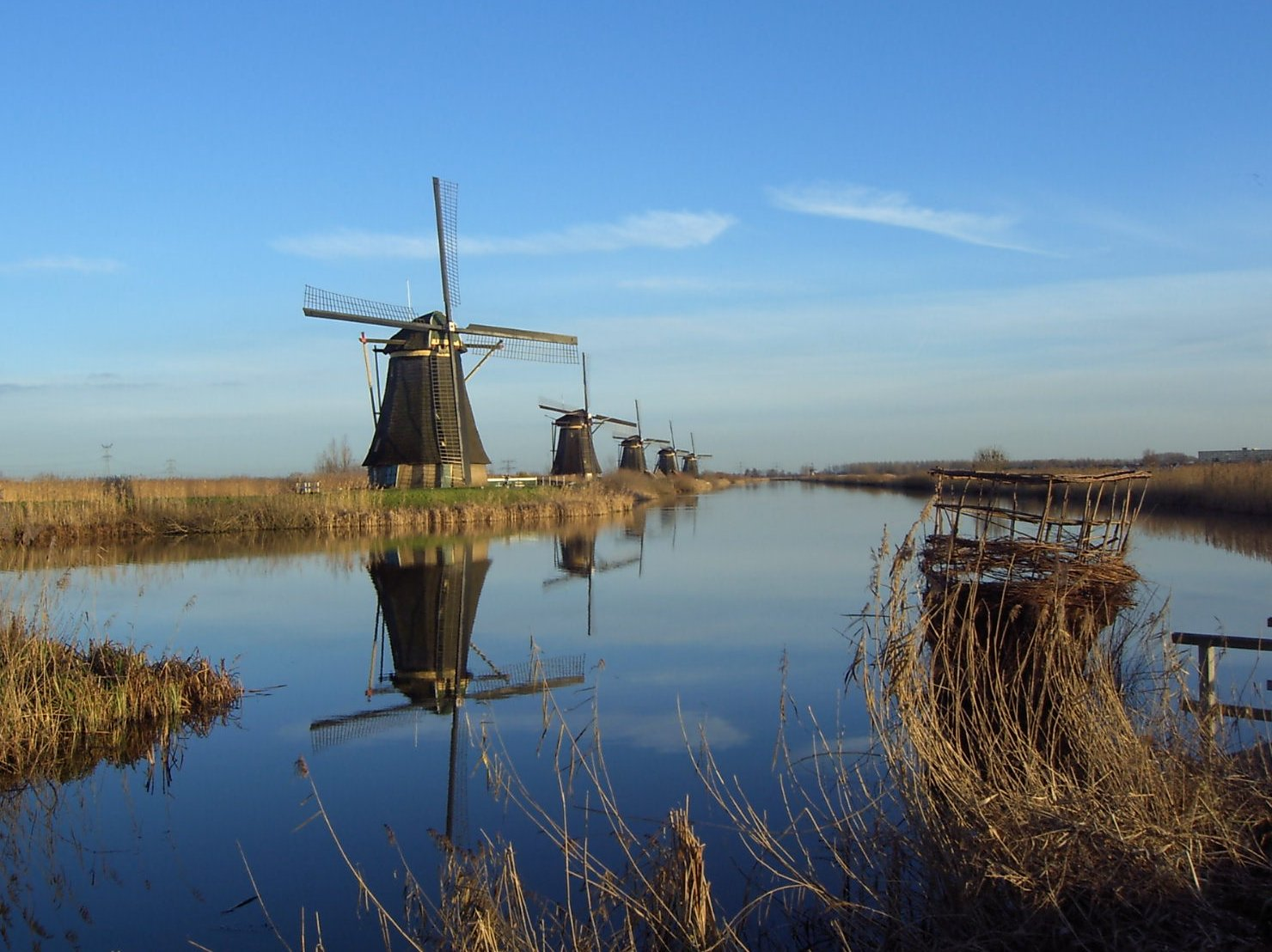
니우레케를란트

니우레케를란트의 위치

니우레케를란트(네덜란드어: Nieuw-Lekkerland)는 네덜란드 자위트홀란트주의 도시로 면적은 12.77km2, 인구는 9,436명(2007년 1월 기준), 인구 밀도는 907명/km2이다. 풍차 마을인 킨데르데이크가 위치한다.

시기
시 문장